# Kolejka – lista przebojów
Kolejka – lista przebojów – program muzyczny emitowany na antenie TVP1 w latach 2000–2004.

## Charakterystyka
Program zadebiutował na antenie 30 czerwca 2000. Początkowo emitowany był w piątki w godzinach popołudniowych, lecz wkrótce jego emisję przeniesiono na sobotnie poranki. Pierwszym prowadzącym był Marcin Kołodyński, którego po nagłej śmierci w 2001 roku zastąpił Michał Figurski. Kolejka była listą przebojów 20 najpopularniejszych piosenek w Polsce w danym tygodniu, kompilowaną przez PiF PaF Production. Popularność utworów była mierzona na podstawie liczby odtworzeń w rozgłośniach radiowych oraz zasięgu poszczególnych radiostacji. W programie prezentowano też listę dziesięciu najlepiej sprzedających się albumów w kraju. Co tydzień organizowany był także konkurs, najczęściej płytowy. Ostatnie wydanie programu miało miejsce 18 września 2004. Łącznie wyemitowano nieco ponad 200 wydań Kolejki.